# Air Canada Express
Air Canada Express est la marque de commerce sous laquelle la compagnie aérienne régionale Jazz Aviation assure l’exploitation de vols au Canada et aux États-Unis en vertu d'un contrat d'achat de capacité avec Air Canada. Les vols visent essentiellement à transporter des passagers entre de plus petites villes et les plaques tournantes d'Air Canada, bien que de plus grandes villes soient aussi reliées entre elles, notamment en dehors des heures de pointe.  

## Histoire
La marque est utilisée depuis avril 2011, et en remplacement de la marque Air Canada Jazz depuis juin de la même année,. En 2017, Air Canada introduit une nouvelle identité visuelle incluant un nouveau logo et une nouvelle livrée. La filière Air Canada Express suit ce changement et applique les modifications à ses avions.

Ancien logo de la marque, utilisé jusqu'en 2017

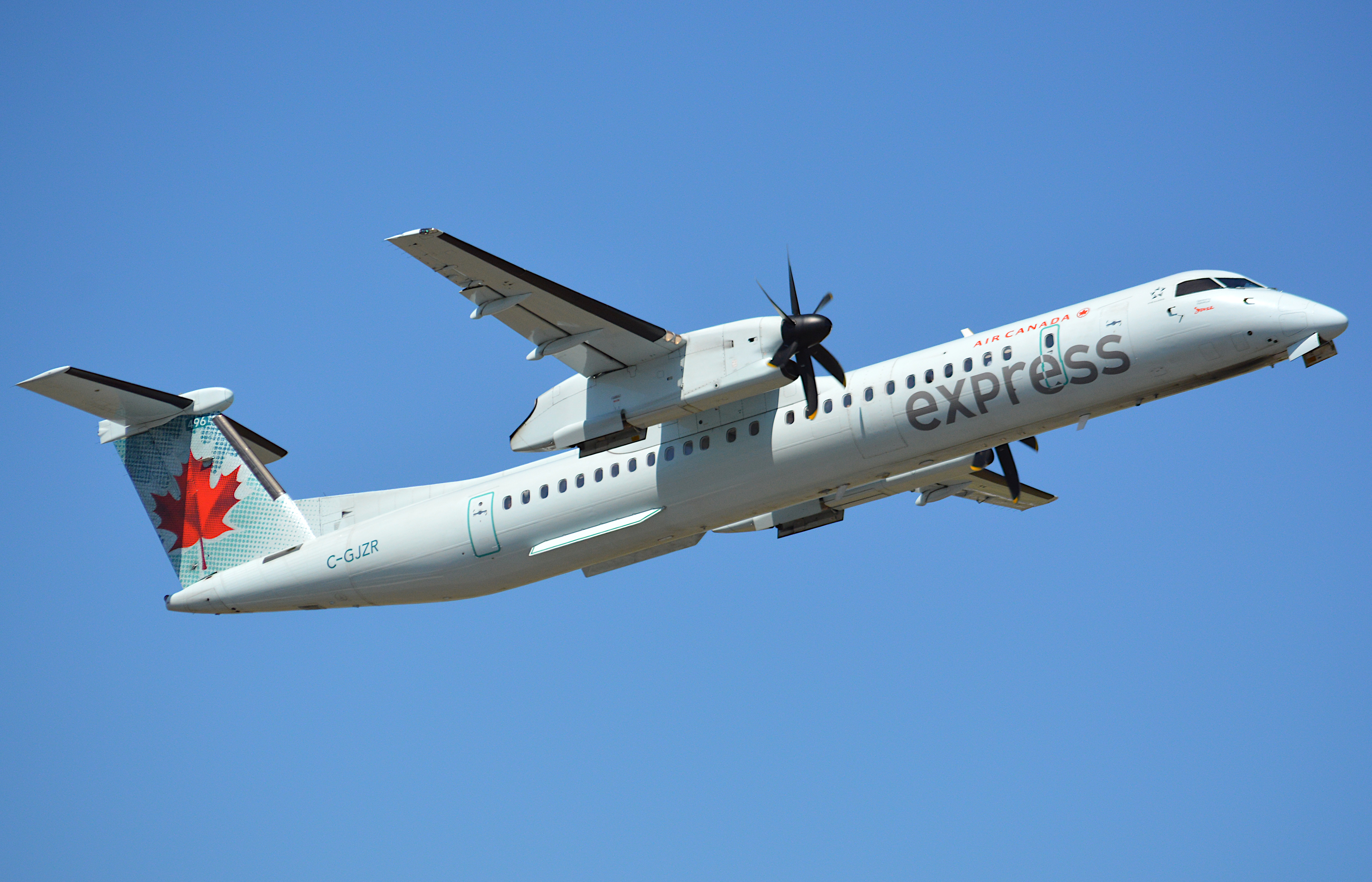
Ancienne livrée (2011 à 2017)
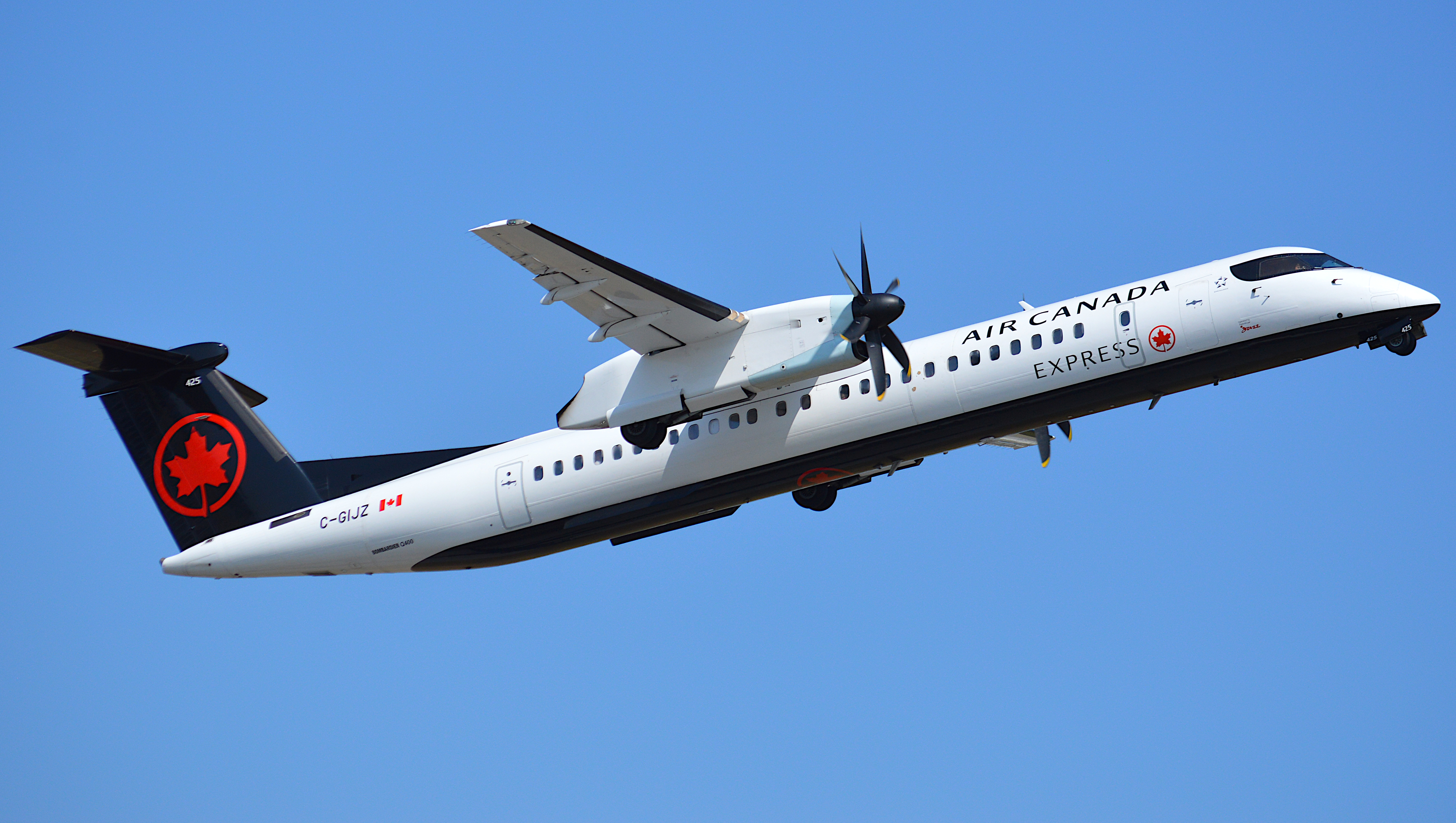
Livrée actuelle, adoptée en 2017

## Flotte
La flotte d'Air Canada Express se compose de 110 appareils (au mois d'avril 2024)
| Compagnie aérienne | Code AITA | Code OACI | Indicatif d'appel | Appareils               | Nombre d'appareils | Capacité | Capacité | Capacité |
| Compagnie aérienne | Code AITA | Code OACI | Indicatif d'appel | Appareils               | Nombre d'appareils | J        | Y        | Total    |
| ------------------ | --------- | --------- | ----------------- | ----------------------- | ------------------ | -------- | -------- | -------- |
| Jazz Aviation      | QK        | JZA       | Jazz              | De Havilland Dash 8-400 | 39                 | –        | 78       | 78       |
| Jazz Aviation      | QK        | JZA       | Jazz              | Bombardier CRJ-900      | 35                 | 12       | 64       | 76       |
| Jazz Aviation      | QK        | JZA       | Jazz              | Embraer E175            | 25                 | 12       | 64       | 76       |
| PAL Airlines       | PB        | PVL       | Provincial        | De Havilland Dash 8-400 | 7                  | –        | 76       | 76       |
|                    |           |           |                   | Total                   | 106                |          |          |          |

- Exploits Valley Air Services (EVAS) a opéré des Beechcraft 1900D en vertu d'un contrat d'achat de capacité, mais ne faisait pas partie d'Air Canada Express[4]. Ce contrat a pris fin en 2020.
- Sky Regional Airlines a opéré 15 Embraer E175 qu'Air Canada lui a transféré en 2013[5]. Sa flotte a augmenté à 25 appareils jusqu'à la fin de ses activités en 2021.
- Air Georgian a opéré des Beechcraft 1900D et des CRJ pour Air Canada Express. Le partenariat a pris fin en janvier 2020[6],[7].

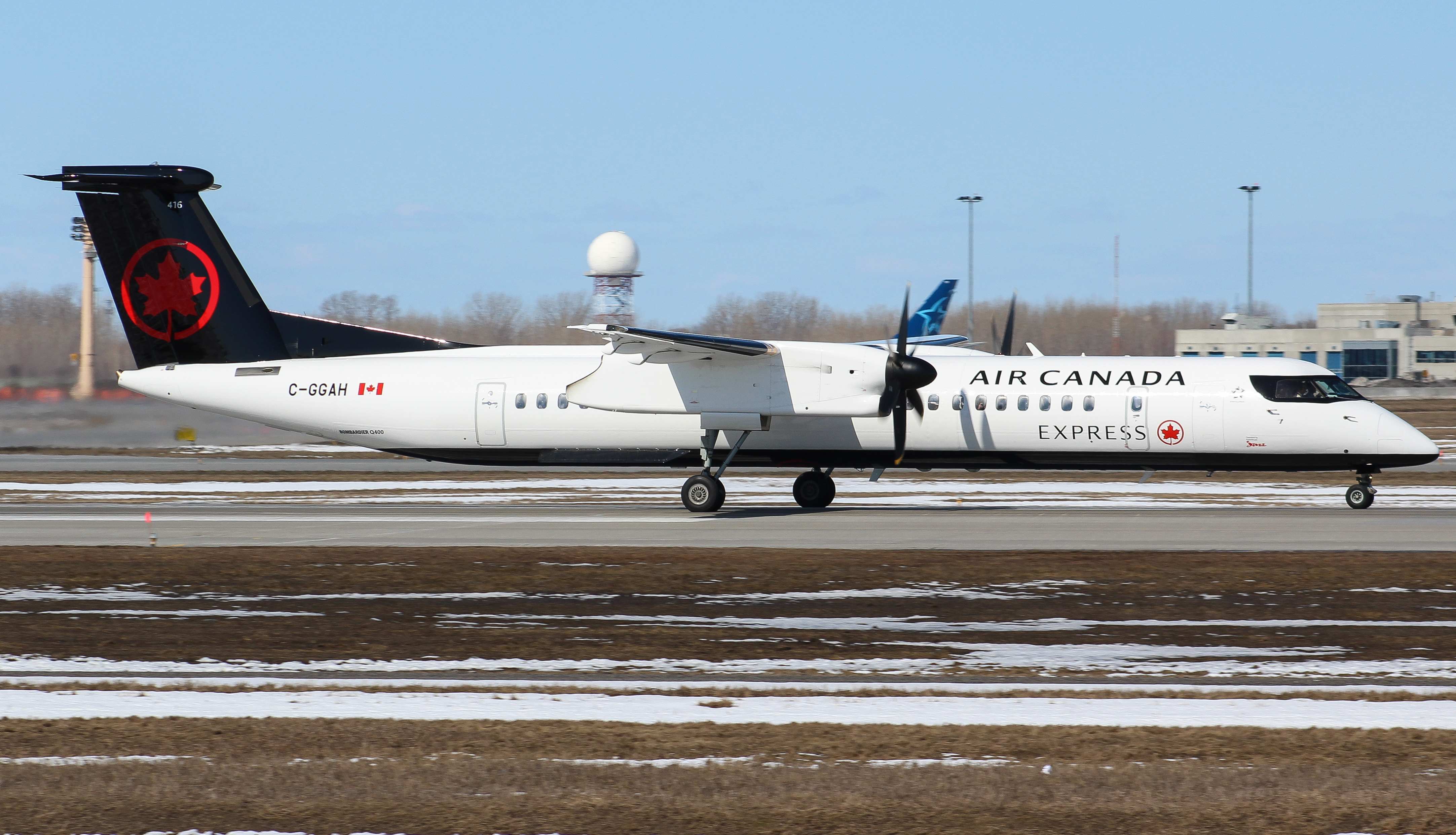
De Havilland Dash 8-400 dans la nouvelle livrée

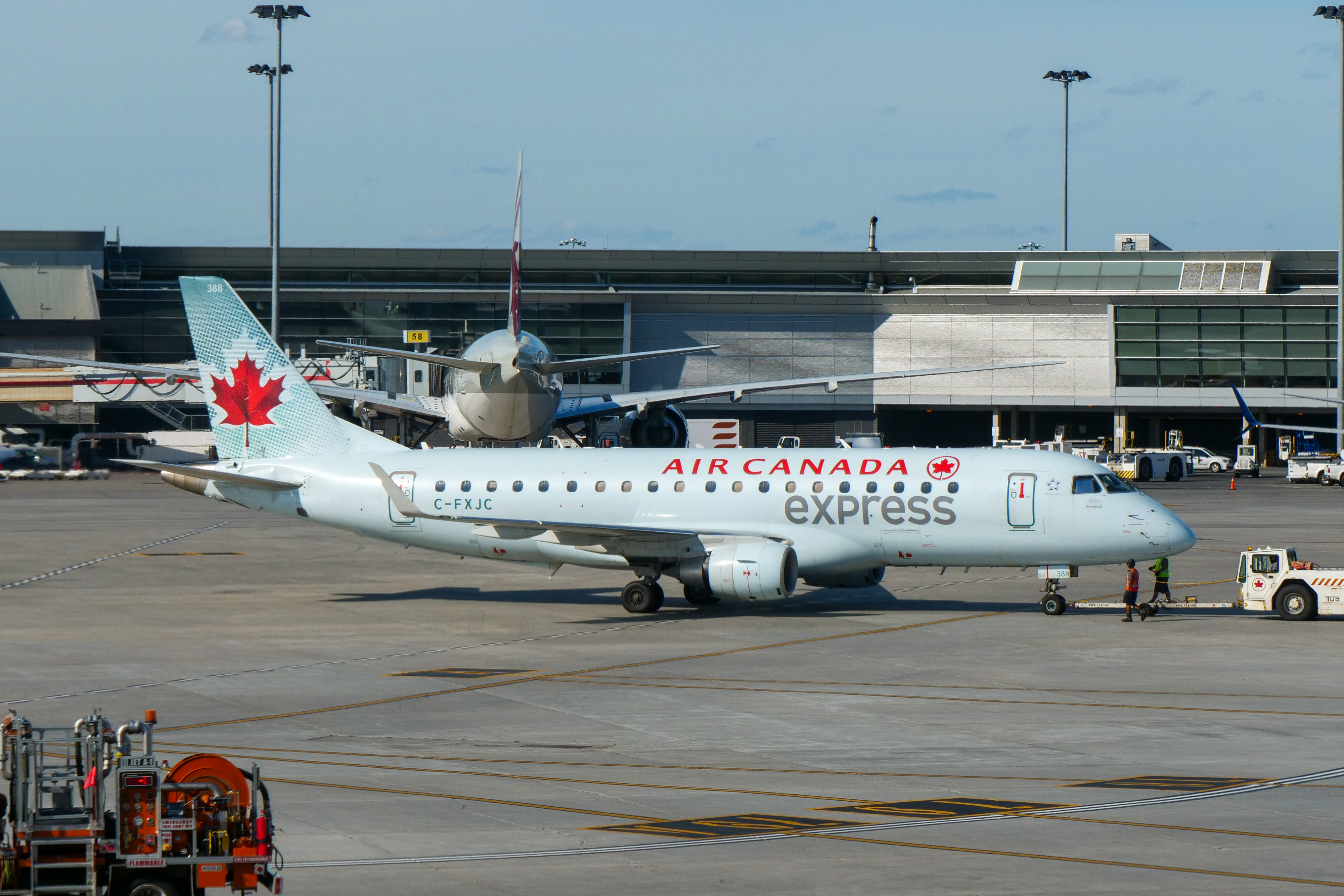
Embraer E175 dans l'ancienne livrée

## Destinations

### Canada
- Bagotville
- Bathurst
- Calgary
- Castlegar
- Charlottetown
- Cranbrook
- Deer Lake
- Edmonton
- Fort McMurray
- Fort St. John
- Fredericton
- Gander
- Goose Bay
- Grande Prairie
- Halifax
- Kamloops
- Kelowna
- Kingston
- Les Îles-de-la-Madeleine
- London
- Moncton
- Montréal
- Nanaimo
- North Bay
- Ottawa
- Québec
- Penticton
- Prince George
- Prince Rupert
- Regina
- Saint-Jean
- Sandspit
- Saskatoon
- Sault-Sainte-Marie
- Sept-Îles
- Smithers
- Saint-Jean
- Sydney
- Sudbury
- Terrace
- Thunder Bay
- Timmins
- Toronto
- Vancouver
- Victoria
- Whitehorse
- Windsor
- Winnipeg
- Yellowknife

### États-Unis
- Atlanta
- Baltimore
- Boston
- Charlotte
- Chicago
- Cincinnati
- Columbus
- Dallas
- Détroit
- Hartford
- Houston
- Indianapolis
- Kansas City
- Memphis
- Milwaukee
- Minneapolis
- Nashville
- Newark
- New York
- Nouvelle-Orléans
- Pittsburgh
- Portland
- Raleigh
- Saint-Louis
- Seattle
- Washington